# Kosinus koversus

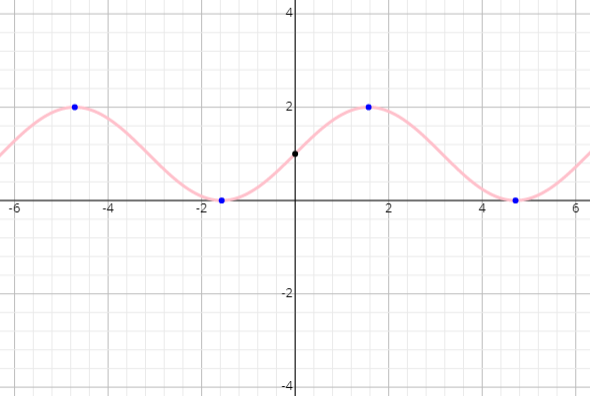
Graf funkce kosinus koversus

Kosinus koversus je již nepoužívaná goniometrická funkce. Značila se {\displaystyle \operatorname {covercos} \,x} nebo {\displaystyle \operatorname {cvc} \,x}.

## Definice
Kosinus koversus je definován pomocí sinu:
{\displaystyle \operatorname {covercos} \,x=1+\sin x}.

## Vlastnosti
- Definiční obor funkce

{\displaystyle {R}}
- Obor hodnot funkce

{\displaystyle \langle 0,2\rangle }
- Kosinus koversus není sudá ani lichá funkce.

- Inverzní funkcí k sinus versus je {\displaystyle \arcsin(x-1)}.

- Derivace kosinus koversus:

{\displaystyle {\frac {d}{dx}}\operatorname {covercos} x=\cos x}
- Neurčitý integrál:

{\displaystyle \int \operatorname {covercos} x\,\mathrm {d} x=(x-\cos x)+C}, kde {\displaystyle C} je integrační konstanta.
- Omezená
- Periodická s periodou {\displaystyle 2\pi }